# Hemirhagerrhis
Hemirhagerrhis är ett släkte av ormar. Hemirhagerrhis ingår enligt Catalogue of Life i familjen snokar och enligt The Reptile Database i familjen Psammophiidae. 
Släktets medlemmar är ganska små. Kroppslängden är sällan större än 30 cm. Arterna förekommer i östra Afrika och vistas i torra savanner eller i klippiga områden. Släktets medlemmar klättrar vanligen i träd och de gömmer sig ofta under trädens bark. De jagar på natten och har ödlor som geckor samt mindre ormar som föda. Honor lägger ägg.
Arterna har ett avplattat huvud och huggtänderna är något större än de andra tänderna. Det giftiga bettet anses vara mindre farlig för människor.
Arter enligt Catalogue of Lifeoch The Reptile Database:
- Hemirhagerrhis hildebrandtii
- Hemirhagerrhis kelleri
- Hemirhagerrhis nototaenia
- Hemirhagerrhis viperina

IUCN listar alla arter som livskraftiga (LC).